# Desa Bunisari (administrativ by i Indonesien, lat -7,66, long 108,40)
Desa Bunisari är en administrativ by i Indonesien.   Den ligger i provinsen Jawa Barat, i den västra delen av landet, 230 km sydost om huvudstaden Jakarta.